# Oka (serowarstwo)

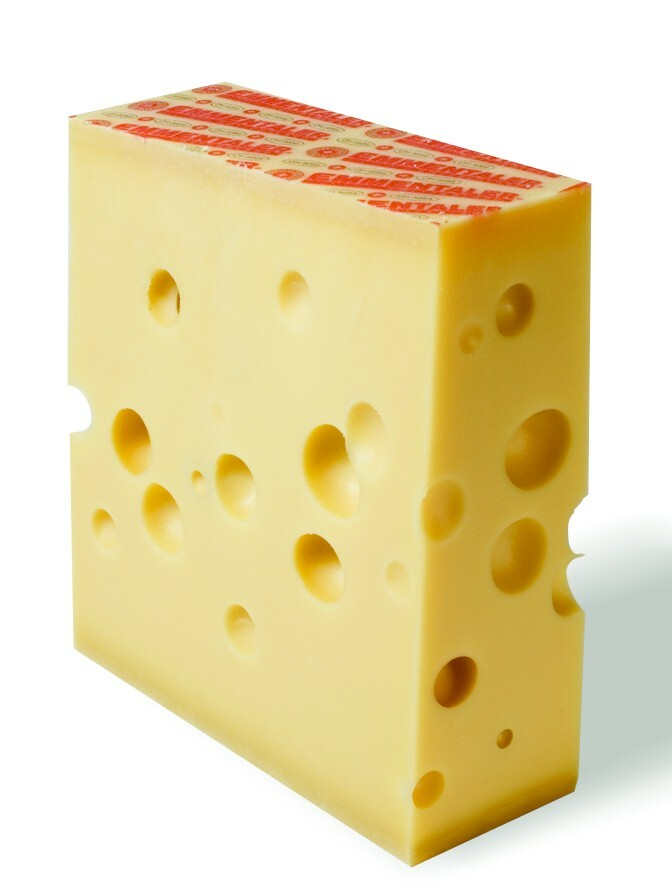
Kawałek sera typu ementaler z okami

Oka (pot. dziury w serze) – puste przestrzenie w masie sera żółtego, powstające w procesie jego dojrzewania na skutek wydzielania się i gromadzenia dwutlenku węgla, którego powstawanie jest skutkiem działalności bakterii.
Oka mogą powstać podczas wstępnej fazy dojrzewania, w wyniku działania heterofermentatywnych bakterii kwasu mlekowego, tworząc w serze nieregularne, lekko spłaszczone otwory. Oka tego typu są charakterystyczne dla serów nieprasowanych, np. tylżyckiego.
Oka tworzą się także po całkowitym przefermentowaniu laktozy w kwas mlekowy i rozwinięciu się bakterii propionowych Propionibacterium, do czego wymagana jest odpowiednia, niezbyt niska temperatura. Zapoczątkowaniu ulega wówczas fermentacja propionowa, tworzą się duże, kuliste oczka o równomiernym rozmieszczeniu. Oka tego rodzaju są bezpośrednim efektem fermentacji propionowej, gdzie przekształcaniu kwasu mlekowego w kwas propionowy towarzyszy wydzielenie dwutlenku węgla, który nie mogąc opuścić masy serowej, gromadzi się w formie pęcherzyków. Szczytowy okres trwania tej fermentacji zaczyna się po 1-2 tygodniach leżakowania i trwa przez kolejne 4-6 tygodni.
Fermentacja propionowa jest prowadzona w sposób, który można opisać poniższym równaniem sumarycznym:
3 CH3CH(OH)COOH → 2 CH3CH2COOH + CH3COOH + CO2 + H2O
Za powstawanie oczek w późniejszym okresie dojrzewania mogą w silnym stopniu odpowiadać bakterie fermentacji masłowej (np. Clostridium tyrobutyricum), które z mleczanów wytwarzają kwas masłowy, wodór i CO2.
Bakterie fermentacyjne odpowiadają też za syntezę enzymów proteolitycznych i witaminy B12. Z tego powodu do produkcji serów używa się specjalnie wyselekcjonowanych szczepów bakteryjnych, np. Propionibacterium shermanii lub Propionibacterium freudenreichii, a oka mogą się w wyniku zmiany szczepu bakteryjnego różnić wielkością i rozmieszczeniem.
Wielkość dziur zależy od gatunku sera. W serach szwajcarskich (ementaler, mazdamer) oka mają rozmiary owoców wiśni lub orzecha. Sery typu holenderskiego (edam, gouda) mają oka rozmiarów ziaren grochu. Dziury o kształcie nieregularnym lub postrzępione mogą świadczyć o zbyt krótkim czasie dojrzewania albo o zanieczyszczeniu mleka bądź używanych maszyn.
W przeszłości oka były uważane za wadę wynikającą z niedostatecznego nacisku na krążki serowe, a dawne opisy wyrobu sera zawierały instrukcje, jak nie dopuścić do ich powstania. Ser bez oczek jest nazywany ślepym.